# Jack Copeland
Brian Jack Copeland (né en 1950) est un professeur de philosophie à l'université de Canterbury (Christchurch, Nouvelle-Zélande), et un auteur de livres sur le pionnier de l'informatique Alan Turing.

## Biographie
Ses études lui permettent d'obtenir un Philosophiae Baccalaureus et un Philosophiæ doctor de l'université d'Oxford en philosophie, où il entreprend des recherches sur la logique modale et non classique sous la supervision de Dana Scott.
Jack Copeland est directeur de la Turing Archive for the History of Computing, une vaste site d'archive en ligne sur le pionnier de l'informatique Alan Turing. Il écrit également et édite plusieurs livres sur Turing. Il est l'un des responsables de l'identification de la notion d'hypercalcul et des machines ayant plus de capacités que les machines de Turing.
Copeland est professeur invité à l'université de Sydney (Australie, 1997, 2002), l'université d'Aarhus (Danemark, 1999), l'université de Melbourne (Australie, 2002, 2003), et l'université de Portsmouth (Royaume-Uni, 1997–2005). En 2000, il devient membre principal de l'Institut Dibner pour l'histoire des sciences et de la technologie au Massachusetts Institute of Technology (États-Unis).
Il est également président de la US Society for Machines and Mentality et membre du Bletchley Park Trust Heritage Advisory Panel au Royaume-Uni. Il est l'éditeur-fondateur de The Rutherford Journal, créé en 2005.
Copeland est désigné lauréat du professeur de l'année 2010 par le syndicat étudiant de l'université de Canterbury.

## Livres
- Artificial Intelligence: A Philosophical Introduction (Blackwell Publishing, 1993, 2nd édition)  (ISBN 0-631-18385-X)
- Logic and Reality Essays on the Legacy of Arthur Prior (Oxford University Press, 1996)  (ISBN 0-19-824060-0)
- The Essential Turing (Oxford University Press, 2004)  (ISBN 0-19-825080-0)[5]
- Alan Turing’s Automatic Computing Engine: The Master Codebreaker's Struggle to Build the Modern Computer (Oxford University Press, 2005)  (ISBN 0-19-856593-3)
- Colossus: The Secrets of Bletchley Park's Codebreaking Computers (Oxford University Press, 2006)  (ISBN 0-19-284055-X)[6]
- Alan Turing’s Electronic Brain: The Struggle to Build the ACE, the World’s Fastest Computer (Oxford University Press, 2012)  (ISBN 978-0199609154)[7]
- Turing: Pioneer of the Information Age (Oxford University Press, 2014: Paperback edition)  (ISBN 978-0198719182)[7],[8],[9],[10]
- The Turing Guide (Oxford University Press, 2017)  (ISBN 978-0198747826) (hardcover),  (ISBN 978-0198747833) (paperback)[11] (avec J.P. Bowen, R. Wilson, M. Sprevak, et al.)